# Păcatele tinereții
Păcatele tinereții (titlu original: Sleepers) este un film american de proces din 1996 scris, produs și regizat de Barry Levinson după o carte din 1995 de Lorenzo Carcaterra. Rolurile principale au fost interpretate de actorii Kevin Bacon, Jason Patric, Brad Pitt, Robert De Niro, Dustin Hoffman, Minnie Driver, Vittorio Gassman, Brad Renfro, Jeffrey Donovan, Terry Kinney, Joe Perrino, Geoffrey Wigdor, Jonathan Tucker și Billy Crudup.
A fost nominalizat la Premiul Oscar pentru cea mai bună coloană sonoră (John Williams).

## Distribuție
- Billy Crudup - Tommy Marcano 
  - Jonathan Tucker - tânărul Tommy Marcano
- Ron Eldard - John Riley
  - Geoffrey Wigdor - Young John Riley / Carol and John's Son
- Jason Patric - Lorenzo 'Shakes' Carcaterra
  - Joe Perrino - Young Shakes
- Brad Pitt - Michael Sullivan 
  - Brad Renfro - tânărul Michael Sullivan
- Kevin Bacon - Sean Nokes
- Robert De Niro - Father Bobby Carillo
- Minnie Driver - Carol Martinez 
  - Monica Polito - tânărul Carol Martinez
- Vittorio Gassman - Benny 'King Benny'
- Dustin Hoffman - Danny Snyder
- Terry Kinney - Ralph Ferguson
- Peter McRobbie - avocat
- Bruno Kirby - tatăl lui Shakes
- Frank Medrano - 'Fat' Mancho
- Eugene Byrd - Rizzo Robinson
- Jeffrey Donovan - Henry Addison
- Wendell Pierce - Eddie 'Little Caesar' Robinson
- Angela Rago - mama lui Shakes